# 約翰·漢考克中心
約翰漢考克中心（John Hancock Center）是位於美國芝加哥的一幢摩天大樓，別名「BigJohn」，樓高343.5米（1,127英尺） ，加上天線更高達457.2米，地上100層，總樓面面積260,126平方米，開工於1965年，完工於1969年，是當時紐約之外全世界最高的摩天大樓。該摩天大樓在2018年正式命名為北密歇根大道875號（875 North Michigan Avenue)。
約翰漢考克中心是現在芝加哥第五高的大樓，若加上天線高度則為芝加哥第2高、美國第4高，是由結構工程師法兹勒·汗（Fazlur Khan）所設計。在大樓的94樓設有觀景台，95樓設有餐廳，能飽覽芝加哥和密西根湖的景色。 44樓設有一個全美國最高的室內游泳池。

## 建築設計與建設

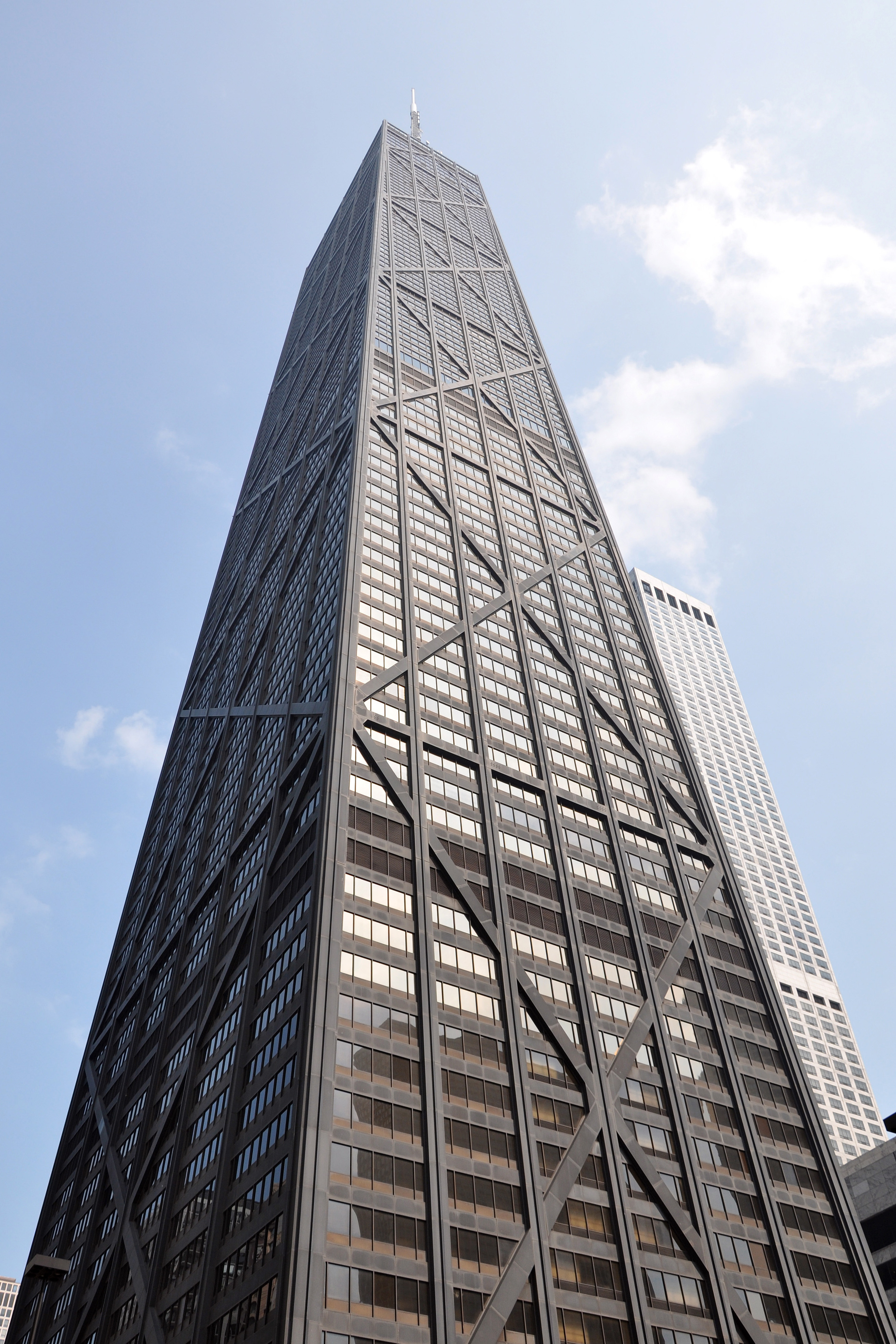
約翰漢考克中心外牆

約翰漢考克中心是建築界中著名的表現主義建築之一，其建築表面以堅固的X型骨架支撐，部分外牆結構是「管狀體系」的一部分，而這樣的X型外骨架設計可支撐起約翰漢考克中心的高度，並且可以增加內部空間，提高活用建築內部平面面積。這項創舉主要由法兹勒·汗及布魯斯·格雷厄姆所構想。
大樓建設從1965年開始，在1967年建設到第20樓時，因建築技術遇到瓶頸，而被迫停工。由於停工的關係，造成開發商信用緊縮，進而開發商宣布破產，最後由約翰·漢考克公司接手建設計畫，並保留原來的設計、建築師、工程師、和主承包商。
大廈的建設在1968年5月6日時封頂，在當時成為除紐約外，世界最高的摩天大樓，而大廈的巨大天線高度為457公尺（1,500英呎），使大廈目前成為以天線頂高度為基準，美國第4高的摩天大樓。建築內包括辦公室、700戶公寓單位、以及餐館等商圈。大廈94樓樓設有360度觀景台，可觀賞密西根湖全景，在一樓有直達電梯可搭乘，該電梯製造商為奧的斯電梯公司，電梯從1樓到96樓速度為548.64公尺/分鐘（約9.1 m/s）。為了防範火災，該建築裝置自動灑水系統。
大廈內部於1995年重新裝潢，內部大廳以黑色大理石等裝飾。大廈外部設有半橢圓形廣場，除有種植觀賞植物外，還增設3.7公尺高瀑布。在晚上時，一條帶狀的白燈鑾繞著大廈頂部，在聖誕節時會改成綠色或紅色，或是芝加哥的運動隊伍進入到季後賽時，燈的顏色會改換該支球隊的代表色。
約翰漢考克中心目前是世界高塔聯盟的成員之一，其具特色的建築因而獲得多次獎項，其中包括1999年5月，由美國建築師學會所頒發的25年成就獎（Twenty-five Year Award）。

## 相關條目

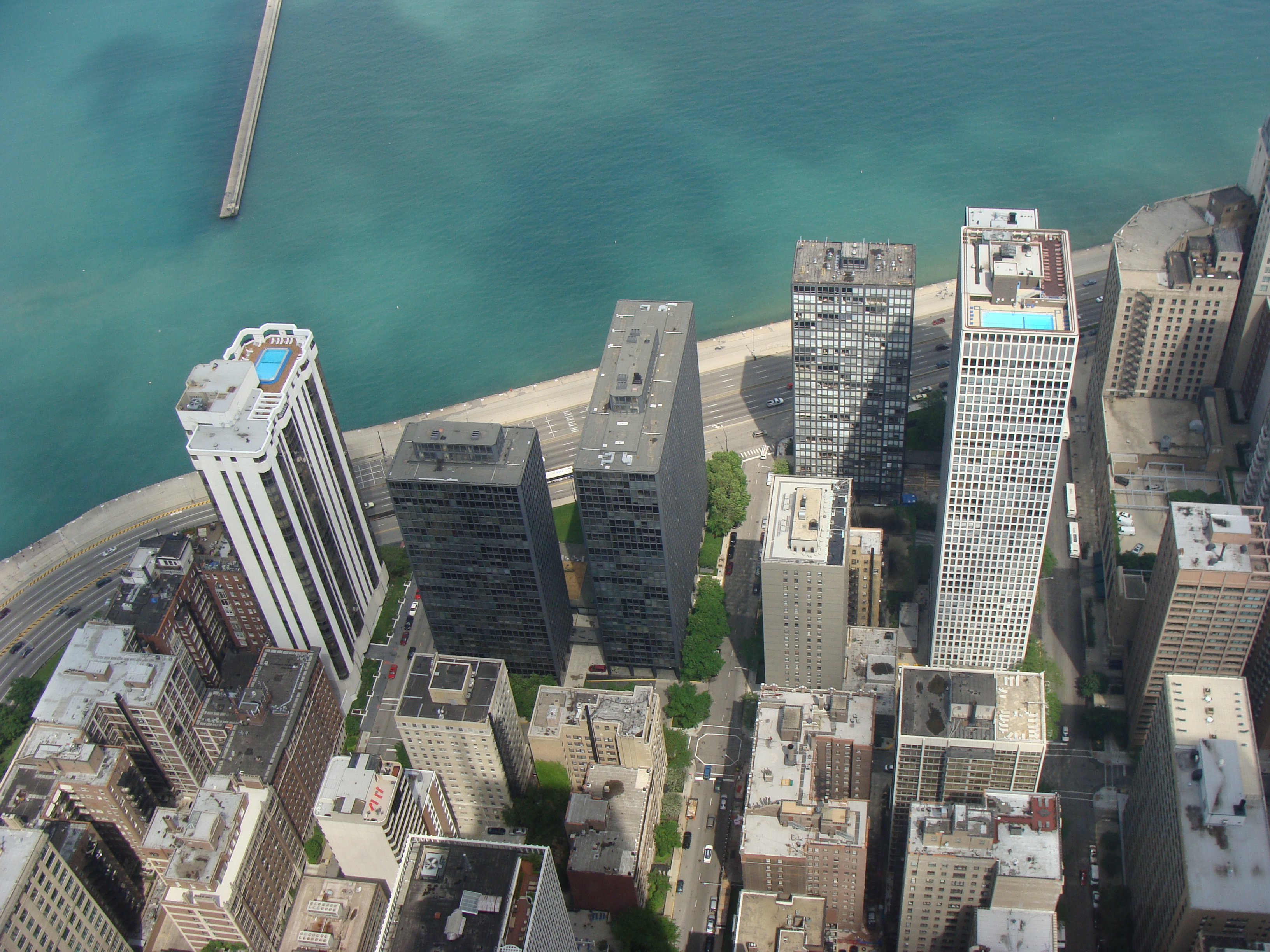
從約翰漢考克中心94樓觀景台望向密西根湖的景觀

## 外部連結
- John Hancock Center
- SOM （页面存档备份，存于）
- 360 Chicago formerly Hancock Observatory
- John Hancock Center on CTBUH Skyscraper Center
- Structurae数据库中John Hancock Center的数据